# Качоровский, Генрик
Ге́нрик Качоро́вский (пол. Henryk Kaczorowski; 10 июля 1888, Бежвенна-Длуга, Великопольское воеводство — 1942, Дахау, Бавария) — блаженный Римско-Католической Церкви, священник, мученик, ректор Высшей духовной семинарии во Влоцлавке. Входит в число 108 блаженных польских мучеников, беатифицированных римским папой Иоанном Павлом II во время его посещения Варшавы 13 июня 1999 года.

## Биография
Изучал теологию и философию в Высшей Духовной семинарии во Влоцлавке и Духовной Академии в Санкт-Петербурге, Россия. 13 июня 1914 года был рукоположён в сан священника. После окончания Первой мировой войны обучался в Люблинском Католическом Университете, где в 1922 году на основе сочинений святого Фомы Аквинского защитил докторскую степень. В это же время служил настоятелем паломнического центра в городе Лихень. После окончания обучения исполнял обязанности директора лицея во Влоцлавке и преподавал моральную теологию в местной семинарии.
В сентябре 1939 года, после оккупации немецкими войсками Польши, был арестован Гестапо 7 ноября 1939 года и 3 апреля 1941 года был интернирован в концентрационный лагерь Дахау, где погиб в газовой камере в 1942 году. Его концентрационный номер — 24547.

## Прославление
13 июня 1999 года был беатифицирован римским папой Иоанном Павлом II вместе с другими польскими мучениками Второй мировой войны.
День памяти — 12 июня.